# Орден за заслуге (Чиле)
Орден за заслуге (шп. Orden del Mérito) је чилеански војни орден.

## Историјат
Орден је основан Декретом председника Карлоса Ибањеса дел Кампо број 927 од 20. јуна 1929. године, као замена за старији Чилеански орден за заслуге, (Тај орден је 1. јуна 1817. основао генерал Бернардо О`Хигинс, "Ослободилац Чилеа") и као допуна и замена претходно основане Медаље за заслуге из 1909. Статути су допуњавани и мењани 1929. и 1956. Орден се додељује искључиво странцима за услуге учињене Чилеу, и организован је у пет степени, с тим што први степен има две класе: 1а. Ланац Ордена за заслуге (el Collar); 1. Велики крст ордена за заслуге (Gran cruz); 2. Велики официр (Gran oficial); 3. Командир (Comendador); 4. Официр (Oficial) и 5. Витез (Caballero).
| Орденски степени |        |          |               |             |              |
| Витез            | Официр | Командир | Велики официр | Велики крст | Ланац Ордена |

## Одликовани Срби
- Константин Поповић

## Галерија
- Инсигније ордена на огрлици
- Знак ордена на ленти
- Орденска звезда